# حجة المعرفة
حجة المعرفة (يُطلق عليها أيضًا اسم غرفة ماري أو ماري العالمة الخارقة) هي تجربة فكرية فلسفية مقترحة بواسطة فرانك جاكسون في مقالته «الكيفيات المحسوسة الظاهرية الإضافية» (1982) الذي توسع فيها لاحقًا في عمله «ما لم تعرفه ماري» (1986).
تصف التجربة ماري، عالمة موجودة داخل عالم الأبيض والأسود حيث لديها إمكانية وصول واسعة إلى الأوصاف المادية للألوان، دون امتلاكها أي خبرة إدراكية للألوان. استطاعت ماري تعلم كل ما يمكن تعلمه عن الألوان، إلا أنها لم تختبر الألوان فعليًا بنفسها. يتمثل السؤال المركزي لهذه التجربة الفكرية في مدى صحة اعتبار ماري قادرة على اكتساب معرفة جديدة عند خروجها من عالمها عديم اللون واختبارها رؤية الألوان.
تهدف التجربة إلى تقديم حجة ضد الفيزيائية – وجهة النظر القائلة إن الكون، بما في ذلك كل ما هو عقلي، فيزيائي بالكامل. يرى جاكسون أن «الاستنتاج المسلم به» متمثل في «وجود مزيد من الخصائص الإضافية الأخرى التي لم يتحدث عنها مناصرو الفيزيائية». أطلق جاكسون على نفسه في النهاية لقب مناصر للفيزيائية وقال، في عام 2023، «لم أعد متفقًا مع الحجة» على الرغم من استمرار شعوره بوجوب «معالجتها بجدية كبيرة إذا ما كان المرء مناصرًا للفيزيائية».
أصبح الجدل الناشئ بعد نشر الحجة موضوعًا لأحد المجلدات المحررة – هناك أمر ما حيال ماري (2004) – إذ شمل هذا المجلد ردودًا من عدد من الفلاسفة مثل دانيال دينيت، وديفيد لويس وبول تشيرتشلاند.

## التجربة الفكرية
اقترح فرانك جاكسون التجربة الفكرية الأصلية كما يلي:
ماري عالمة رائعة، ومجبرة، لسبب من الأسباب، على استكشاف العالم من غرفة بالأبيض والأسود باستخدام شاشة تلفزيونية بالأبيض والأسود. تختص ماري في علم الوظائف العصبية للأعضاء في مجال الرؤية وتكتسب جميع المعلومات المادية المتوفرة حول ما يحصل عند رؤيتنا الطماطم أو السماء بالإضافة إلى استخدامها مصطلحات مثل «أحمر»، و«أزرق» وغيرها. تكتشف ماري، على سبيل المثال، مجموعات الأطوال الموجية الدقيقة القادمة من السماء والقادرة على تحفيز شبكية العين، ومن ثم الآلية الدقيقة الكامنة خلف إنتاج ذلك عبر الجهاز العصبي المركزي لتقلص الحبال الصوتية وطرد الهواء من الرئتين ما ينتهي بنطق الجملة «إن السماء زرقاء». ماذا يحدث عند إطلاق سراح ماري من عالمها الأبيض والأسود أو إعطائها شاشة تلفاز ملونة؟ هل تتعلم أي شي جديد أم لا؟ يدعي جاكسون أنه بمقدورها ذلك.:128
يوجد خلاف حول كيفية تلخيص مقدمات حجة جاكسون واستنتاجاتها في هذه التجربة الفكرية. قدّم بول تشيرتشلاند ملخص الحجة كما يلي:
تعرف ماري كل ما يمكن معرفته عن الحالات الدماغية وخصائصها.
لا تشير الحالة إلى امتلاك ماري المعرفة بكل ما يمكن معرفته عن الأحاسيس وخصائصها.
لذلك، فإن الأحاسيس وخصائصها غير مساوية (≠) للحالات الدماغية وخصائصها.
مع ذلك، يعارض جاكسون ذلك بقوله إن صياغة تشيرتشلاند غير ناجحة في تمثيل حجته المقصودة. يعترض جاكسون بشكل خاص على المقدمة الأولى في صياغة تشيرتشلاند: «إن جوهر حجة المعرفة متمثل في عدم قدرة ماري (قبل إطلاق سراحها) على معرفة كل ما يمكن معرفته حول الحالات الدماغية وخصائصها نظرًا إلى عدم معرفتها ببعض الكيفيات المحسوسة المحددة المرتبطة بها. يتمثل ما يمكن اعتباره كاملًا وتامًا، وفقًا للحجة، في معرفتها بالأمور المادية». يقترح جاكسون تفسيره المفضل:
تعرف ماري (قبل إطلاق سراحها) كل ما يمكن معرفته ماديًا حول الأشخاص الآخرين.
لا تعرف ماري (قبل إطلاق سراحها) كل ما يمكن معرفته حول الأشخاص الآخرين (نظرًا إلى تعلمها لشيء جديد عنهم عند إطلاق سراحها).
لذلك، توجد حقائق عن الأشخاص الآخرين (أو نفسها) قادرة على الإفلات من القصة الفيزيائية.
اقترحت إيمي كايند في وقت لاحق ملخصًا آخر للحجة:
أثناء وجودها في الغرفة، اكتسبت ماري جميع الحقائق المادية التي يمكن اكتسابها حول الأحاسيس اللونية، بما في ذلك الإحساس برؤية اللون الأحمر.
بعد مغادرتها الغرفة ورؤيتها ثمرة طماطم ناضجة حمراء اللون، تتعلم ماري عندئذ حقيقة جديدة حول الإحساس برؤية اللون الأحمر، أي الطابع الذاتي للون الأحمر.
لذلك، توجد حقائق غير مادية عن الأحاسيس اللونية. [من 1 و2]
في حال وجود حقائق غير مادية حول الأحاسيس اللونية، تصبح الأحاسيس اللونية عندئذ أحداثًا غير مادية.
لذلك، إن الأحاسيس اللونية أحداث غير مادية. [من 3 و4]
في حال اعتبار الأحاسيس اللونية أحداثًا غير مادية، تصبح الفيزيائية عندئذ خاطئة.
لذلك، إن الفيزيائية خاطئة. [من 5 و6]
يستشهد معظم المؤلفين ممن يناقشون حجة المعرفة بحالة ماري، على الرغم من استخدام فرانك جاكسون مثالًا إضافيًا آخر في مقالته البارزة: حالة شخص، فريد، الذي يرى لونًا غير معروف لدى المدركين الطبيعيين من البشر.

## الآثار المترتبة
يترافق التساؤل حول ما إذا كانت ماري قادرة على تعلم شيء جديد عند اختبارها الألوان مع تأثيرين رئيسيين اثنين: وجود الكيفيات المحسوسة وحجة المعرفة ضد الفيزيائية.  

### الكيفيات المحسوسة
في حال تعلم ماري لشيء جديد عند رؤيتها اللون الأحمر، يدل هذا عندئذ على وجود الكيفيات المحسوسة (الخصائص النوعية الذاتية للتجارب، التي تُعتبر مستقلة تمامًا عن السلوك والميول). لذلك، يجب الاعتراف بأن الكيفيات المحسوسة حقيقية، نظرًا إلى وجود فرق بين الشخص القادر على الوصول إلى كيفية محسوسة معينة ونظيره غير القادر على ذلك.

### دحض الفيزيائية
يجادل جاكسون أيضًا أنه في حال قدرة ماري على تعلم شيء جديد عند اختبارها اللون الأحمر، تصبح الفيزيائية عندئذ خاطئة. على وجه التحديد، تمثل حجة المعرفة هجومًا على الادعاء الفيزيائي حول كمالية التفسيرات المادية للحالات العقلية. على الرغم من معرفة ماري بكل ما يمكن معرفته حول علم الإدراك الحسي اللوني، لكن هل بمقدورها معرفة ماهية تجربة اللون الأحمر في حال عدم رؤيتها اللون الأحمر من قبل؟ يقول جاكسون مؤكدًا أنها، نعم، قد تعلمت شيئًا جديدًا، عبر التجربة، وأن الفيزيائية بالتالي خاطئة. وفقًا لجاكسون:
يبدو الأمر جليًا أنها ستتعلم شيئًا عن العالم وعن تجربتنا البصرية له. لكن لا مفر عندئذ من النظر إلى معرفتها السابقة باعتبارها غير كاملة. إلا أنها امتلكت جميع المعلومات المادية. إذًا، يوجد ما هو أكثر من ذلك، وتُعد الفيزيائية خاطئة.

### الظاهراتية المصاحبة
آمن جاكسون بالكمالية التفسيرية لعلم وظائف الأعضاء، التي تنص على أن جميع السلوكيات ناجمة عن قوى مادية من نوع ما. من جهة أخرى، تثبت التجربة الفكرية على ما يبدو وجود الكيفيات المحسوسة، التي تمثل بدورها جزءًا غير مادي للعقل. جادل جاكسون أنه في حال اعتبار كلتا الفرضيتين صحيحتين، تصبح عندئذ الظاهراتية المصاحبة صحيحة – وجهة النظر القائلة إن الحالات العقلية ناجمة عن الحالات المادية، لكنها لا تمتلك أي تأثيرات سببية على العالم المادي.
الكمالية التفسيرية لعلم وظائف الأعضاء + الكيفيات المحسوسة (غرفة ماري) = الظاهراتية المصاحبة
وهكذا، بالنسبة إلى تصور التجربة الفكرية، فقد كان جاكسون مؤيدًا للظاهراتية المصاحبة.